# شتيفان كرافت
شتيفان كرافت (بالألمانية: Stefan Kraft)‏ هو متزلج قفز نمساوي، ولد في 13 مايو 1993 في Schwarzach im Pongau ‏ في النمسا.

## وصلات خارجية
- الموقع الرسمي
- شتيفان كرافت على موقع الاتحاد الدولي للتزلج (القفز التزلجي) (الإنجليزية)
- شتيفان كرافت على موقع أوليمبيديا (الإنجليزية)